# ألي ميلز
ألي ميلز (بالإنجليزية: Alley Mills) هي ممثلة أمريكية، ولدت في 9 مايو 1951 في شيكاغو في الولايات المتحدة.

## أعمال

### مسلسلات
- الساحرة المراهقة سابرينا
- ذا بولد أند ذا بيوتيفول
- ذا والتونز
- روزان

## وصلات خارجية
- ألي ميلز على موقع IMDb (الإنجليزية)
- ألي ميلز على موقع ألو سيني (الفرنسية)
- ألي ميلز على موقع أول موفي (الإنجليزية)
- ألي ميلز على موقع قاعدة بيانات الأفلام السويدية (السويدية)
- ألي ميلز على موقع إن إن دي بي (الإنجليزية)
- ألي ميلز على موقع قاعدة بيانات الفيلم (الإنجليزية)
- ألي ميلز على موقع كينوبويسك (الروسية)